# Coelichneumon decrescens
Coelichneumon decrescens är en stekelart som först beskrevs av Thomson 1886.  Coelichneumon decrescens ingår i släktet Coelichneumon och familjen brokparasitsteklar. Arten är reproducerande i Sverige. Inga underarter finns listade i Catalogue of Life.